# Platyla lusitanica
Platyla lusitanica es una especie de molusco gasterópodo de la familia Aciculidae en el orden de los Mesogastropoda.

## Distribución geográfica
Es  endémica del suroeste de Portugal, donde se ha observado en dos localidades costeras, Caldas de Monchique y Bensafrim. El área de distribución estimada de esta especie se estima en 300 km².
.